# Bazylika św. Mikołaja w Lesznie
Bazylika kolegiacka św. Mikołaja w Lesznie – kościół parafialny pod wezwaniem św. Mikołaja w Lesznie, tradycyjnie uznawany za leszczyńską farę.
Wybudowany w 1709–1710 przez Pompea Ferrariego, wieże otrzymały obecny kształt po pożarze 1790, konsekrowany w 1841, ustanowiony kolegiatą przez Jana Pawła II w 2000. W latach 1905–1907 przeprowadzono rozbudowę części wschodniej kościoła w stylu neobarokowym oraz restaurację wnętrza.

## Architektura

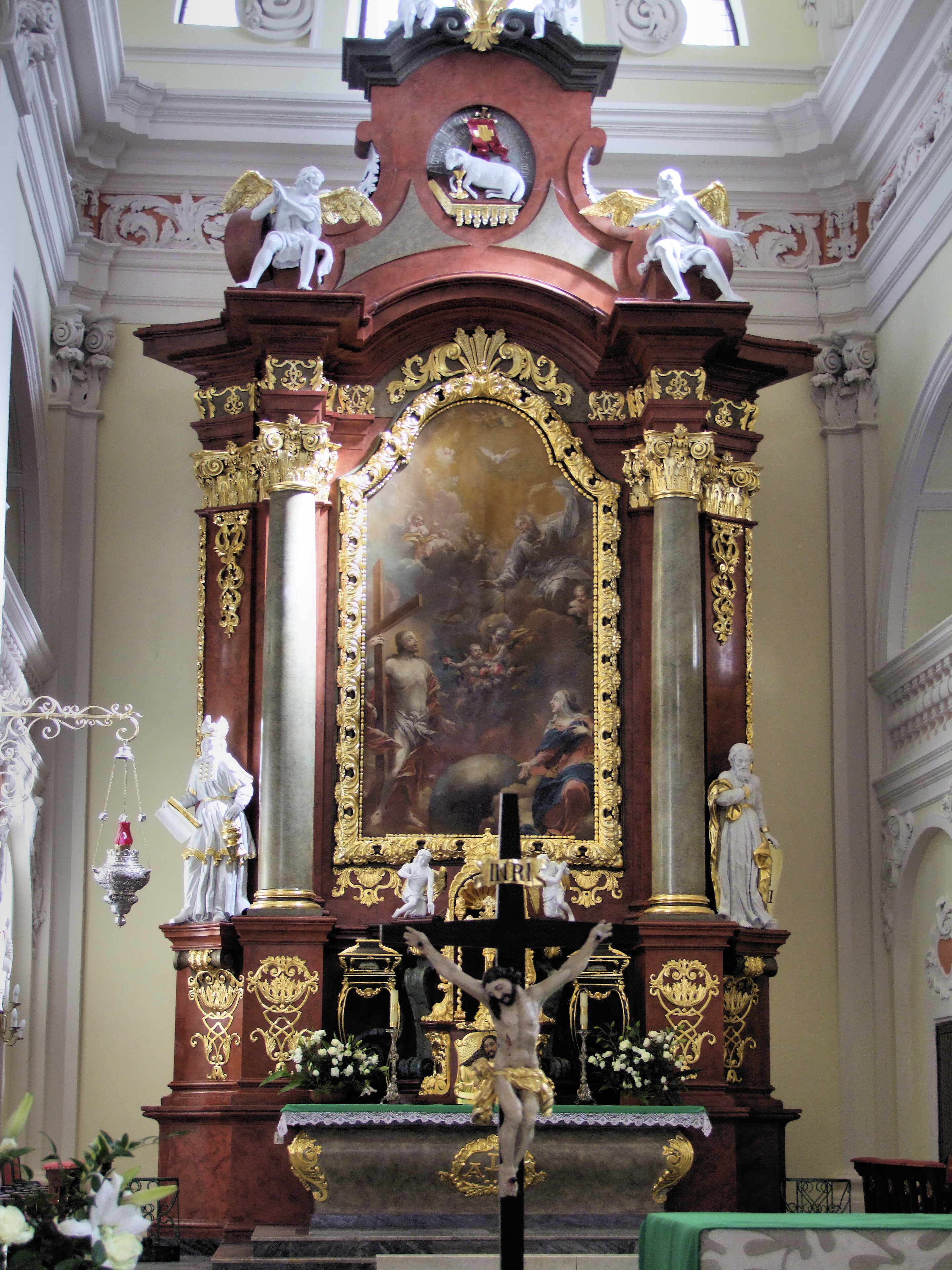
Ołtarz główny

Kościół jest budowlą halową utrzymaną w stylu barokowym, z niezwykle cenną dekoracją stiukową. Nad dawnym prezbiterium kopuła z bogatą sztukaterią. Ołtarz główny późnobarokowy, wystawiony przez budowniczego Jana Stiera z Rydzyny. W zakrystii epitafium Aleksandra Sułkowskiego z roku 1762. Cennymi zabytkami z XVIII wieku są ołtarze boczne i ambona z bardzo bogatą dekoracją rzeźbiarską i snycerską. W nawach bocznych bogate nagrobki braci Leszczyńskich: Rafała – wojewody poznańskiego i podskarbiego wielkiego koronnego, ojca króla Stanisława oraz Bogusława – biskupa łuckiego. Nagrobki umieszczone są we wnękach zdobionych figurami, prawdopodobnie według projektu Pompeo Ferrariego. Na balustradzie chóru organowego herb Wieniawa i infuła biskupia ku pamięci fundatora kościoła – Bogusława Leszczyńskiego. Wieloletnim prepozytem Kapituły Kolegiackiej był ks. Jan Majchrzak, kanonik honorowy Kapituły Metropolitalnej w Poznaniu (zm. 2025).

## Bazylika
Dnia 22 lutego 2013 r. Kongregacja ds. Kultu Bożego i Dyscypliny Sakramentów, na mocy szczególnych pełnomocnictw udzielonych przez papieża Benedykta XVI, podniosła świątynię do tytułu i godności bazyliki mniejszej, przyznając jej wszystkie związane z tym prawa i przywileje liturgiczne. W niedzielę, 26 maja, arcybiskup metropolita poznański Stanisław Gądecki poświęcił świątynię, a podczas uroczystej mszy świętej ogłosił decyzję papieża Benedykta. Tym samym leszczyńska bazylika jest czwartym kościołem archidiecezji poznańskiej noszącym ten tytuł, obok poznańskiej archikatedry i fary oraz sanktuarium na Świętej Górze.

## Lista kapłanów posługujących w kościele

### Plebani, proboszczowie, komendarze
Jan (1410),
Piotr (1421),
Jan (1443),
Maciej (1456),
Andrzej (1461-1468?),
?Klemens (1468),
Jan (1468-1470),
Andrzej (1473),
Krzysztof (1481),
Tomasz Wilkowski (1487),
Jan Kromolicki (1488),
Jakub Bocian (1499),
Maciej Szurza (1499),
Wawrzyniec (1505),
Jakub z Kalisza (1514),
Bartłomiej Schiling (Szyling) ze Wschowy (1514),
Marcin (Maciej) Popek (1527),
Stanisław (1550),
Krzysztof Strygiel (1592),
Wojciech z Lubinia (1599),
Jerzy Kerber (1645-1672) – formalnie powołany na urząd plebana leszczyńskiego w 1645 roku, de facto jako prepozyt przy szpitalnym kościele Świętego Ducha, ze względu na zajmowanie kościoła przez gminę kalwińską; w 1661 przejmuje zarząd nad kościołem,
Kasper Szubert (1671) – komendarz,
Aleksander Koszanowski (1671-1691?) – przyjaciel i doradca Bogusława i Rafała Leszczyńskich, protonotariusz apostolski, sekretarz królewski, od 1691 opat w klasztorze cystersów w Przemęcie,